# Puezkofel
Der Puezkofel (ladinisch Col de Puez) ist ein 2725 m hoher Berg in den Südtiroler Dolomiten.

## Lage und Umgebung
Der Puezkofel befindet sich ungefähr im Zentrum der Puezgruppe in den Südtiroler Dolomiten (Italien). Richtung Nordwesten führt ein Grat weiter zu den Puezspitzen (2918 m), den höchsten Gipfeln der Gebirgsgruppe. Nordöstlich fällt er zum Puezjoch (2517 m) hin ab, welches das Zwischenkofeltal im Norden und das Langental im Süden miteinander verbindet. Am südöstlichen Fuß des Puezkofels befindet sich die Puezhütte, westlich vorgelagert liegt die Puezalm.
Er befindet sich auf dem Gebiet der Gemeinde Wolkenstein in Gröden und ist Teil des Naturparks Puez-Geisler.

## Geologie
Der Puezkofel bildet geologisch einen Teil des Puez-Geisler-Gardenacia-Plateaus – eines nördlichen Ablegers der Tridentinischen Schwelle. Das Plateau wird von relativ flach liegendem, bis 1000 Meter mächtig werdendem Dolomia Principale (Hauptdolomit) unterlagert. Diese riesige triassische Karbonatplattform wird in der Puezgruppe von 10 Meter mächtigem Dachsteinkalk mit zahlreichen kleinen Megalodonten gekrönt. Der auflagernde Jura wird von bis zu 20 Meter mächtigem Ammonitico Rosso vertreten. Die Sedimentation der Unterkreide setzt hierüber mit Biancone ein, ihrerseits überlagert von der 110 Meter mächtigen, bis gegen Ende des Aptiums reichenden Puez-Formation.
Die Unterkreidesedimente werden am Gipfel des Puezkofels vom obertriassischen Dolomia Principale spektakulär in Südrichtung überfahren und teils gestaucht (so genannte Gipfelüberschiebung). Die Mächtigkeit des aufgeschobenen Dolomits ist sehr variabel, kann aber bis 150 Meter erreichen. Er trägt seinerseits die Gardenacia-Formation – ein weißlich bis gelber Dolosparit, der wahrscheinlich durch Dolomitisierung der Bianconesedimente entstanden sein dürfte.

## Alpinismus
Der Puezkofel gilt als leichtes Tourenziel, der oft kombiniert mit den etwas anspruchsvolleren Puezspitzen bestiegen wird. Der Normalweg zum Gipfel nimmt an der Puezhütte seinen Anfang, die wiederum aus mehreren Himmelsrichtungen über Wege, die vom Gadertal, von Gröden über das Langental oder vom Campiller Tal heraufführen, erreicht werden kann. Der Fußpfad führt zunächst durch die Süd- und Westhänge des Puezkofels und anschließend in Serpentinen durch steiles Gelände zum Gipfel.

## Name
Der Puezkofel verdankt seinen Namen mit einiger Wahrscheinlichkeit der westlich vorgelagerten Puez-Alm. Die Etymologie des Wortes Puez ist unklar. Möglicherweise hängt es mit einem vorrömischen bova mit der Bedeutung durch Erdrutsch verursachter Geröllstrom zusammen.